# 金仇珍
金 仇珍（キム・グジン/クム・グジン、生没年不詳）は新羅の第22代王智証麻立干の次男であり、第23代王法興王の弟。母は延帝夫人。第24代王真興王の父。立宗葛文王。
法興王の娘であり、姪に当たる只召夫人と婚姻を結び、息子である彡麦宗（サンメクチョン、後の真興王）を儲けたが、息子が幼いうちに亡くなった。